# Gołąbek (Mazovie)
Pour les articles homonymes, voir Gołąbek.
Gołąbek (prononciation : [ɡɔˈwɔmbɛk]) est un village polonais de la gmina de Skórzec dans le powiat de Siedlce de la voïvodie de Mazovie dans le centre-est de la Pologne.
Il se situe à environ 6 kilomètres au sud-est de Skórzec (siège de la gmina), 11 kilomètres au sud-ouest de Siedlce (siège du powiat) et à 84 kilomètres à l'est de Varsovie (capitale de la Pologne).
Le village comptait approximativement une population de 600 habitants en 2014.

## Histoire
De 1975 à 1998, le village appartenait administrativement à la voïvodie de Siedlce.

Depuis 1999, il appartient administrativement à la voïvodie de Mazovie